# A Chance to Live

A Chance to Live est un court métrage documentaire américain écrit et réalisé par James L. Shute, produit par Richard de Rochemont pour Time Inc., distribué par Twentieth Century-Fox et sorti en 1949.
Il fait partie de la série The March of Time (en) et présente John Patrick Carroll-Abbing qui a créé et dirigé un orphelinat en Italie.
Le film a remporté l'Oscar du meilleur court métrage documentaire à la 22e cérémonie des Oscars, ex æquo avec So Much for So Little de Chuck Jones.